# ヨリス・フーフナーヘル
ヨリス・フーフナーヘル、ドイツ語名:ゲオルク・フフナーゲル（Joris Hoefnagel、 Georg Hufnagel、1542年 - 1600年9月9日）はフランドル出身の画家、版画家、挿絵画家である。博物学の書籍の挿絵などで知られている。

## 略歴
アントウェルペンの宝石加工や販売の仕事で栄えた家に生まれた。姪に代々、大臣を輩出した名門に嫁ぎ、有名な物理学者クリスティアーン・ホイヘンスの母親になる女性がいた。両親から教育を受け、フラマン語に加えて、ドイツ語、ラテン語、イタリア画、フランス語などを話した。絵は独学であると称していたが、アントウェルペンの画家、版画家のハンス・ボルから絵を学んだともされる。
1560年から1562年の間、フランスに住み、ブールジュとオルレアンの大学にで学んだが、1563年には宗教的な問題でフランスを離れた。1567年まではスペインに滞在し、宝石の商売をしながらスペインの風景を描いた。1567年にアントウェルペンに戻り、1568年はイギリスに渡り、ロンドンに数カ月住んだ。1569年にアントウェルペンに戻り、1571年と結婚した。この結婚から息子のヤコブが生まれ、晩年、作品を共作した。
八十年戦争中の1576年にスペイン軍がアントウェルペンに侵攻し、アントウェルペンの一族の財産も略奪に合うことになった後、アントウェルペンをでた。1577年に友人の地図製作者アブラハム・オルテリウス(1527–1598)と、フランクフルト、アウグスブルク、ミュンヘンを経て、イタリアに入りヴェネツィアとローマ、さらにナポリまで旅し、様々な古代遺跡を訪れた。
アウグスブルクで知り合った美術愛好家から、バイエルン公、アルブレヒト5世に紹介され 、バイエルン公はフーフナーヘルに宮廷画家の仕事を約束した。ローマでは有力な枢機卿アレッサンドロ・ファルネーゼに細密画の技術を認められ、亡くなった有名な写本彩飾家ジュリオ・クローヴィオの後任として働くことを勧められた。バイエルンの宮廷画家になる方を選び、ミュンヘンで8年間働き、アルブレヒト5世とヴィルヘルム5世に仕えた。
バイエルンに対抗宗教改革を進めたヴィルヘルム5世の宮廷を1591年に離れ、神聖ローマ皇帝、ルドルフ2世のもとに移り、フランクフルトで活動していたフランドル出身者の中で活動したが、フランクフルトも宗教的問題で1592年に離れ、晩年はウィーンやプラハで活動した。
フーフナーヘルが各地で描いた風景画は、後年版画として出版され、写本の彩飾として描かれた植物や昆虫、動物などは後の博物画に影響を与えたとされる。今では絶滅してしまったドードー鳥を描いたことでも知られる。

## 作品

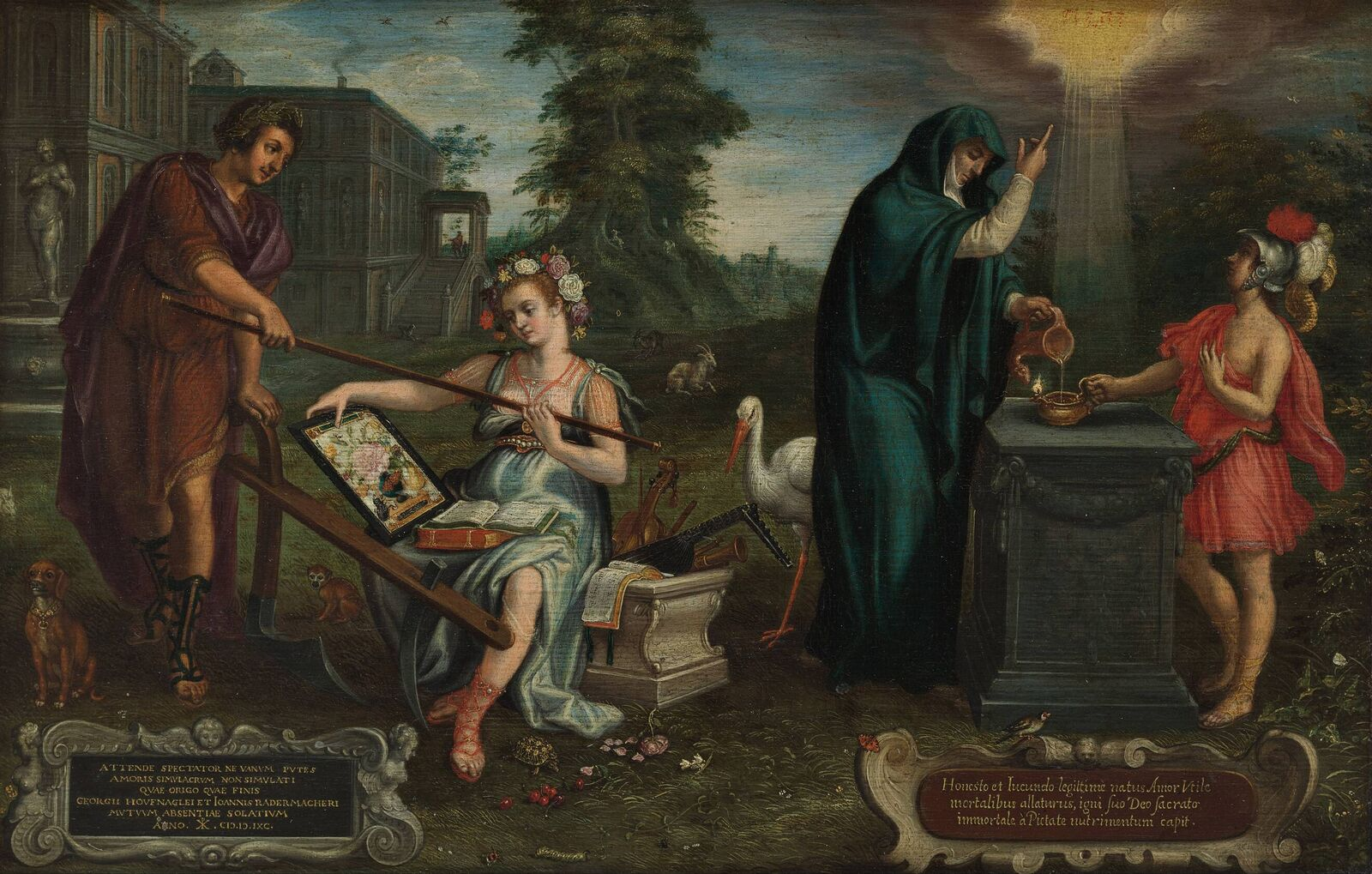
"JAllegory on the friendship between the artist and Joannes Radermacher"
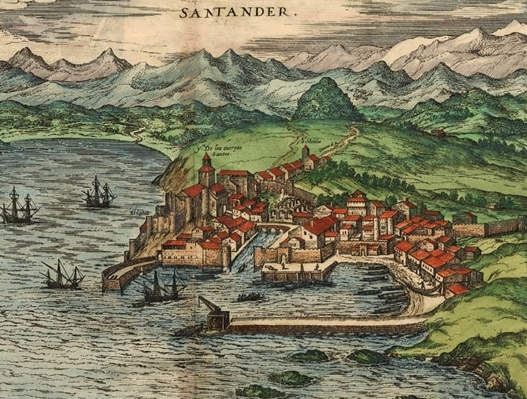
スペイン、サンタンデールの地形図
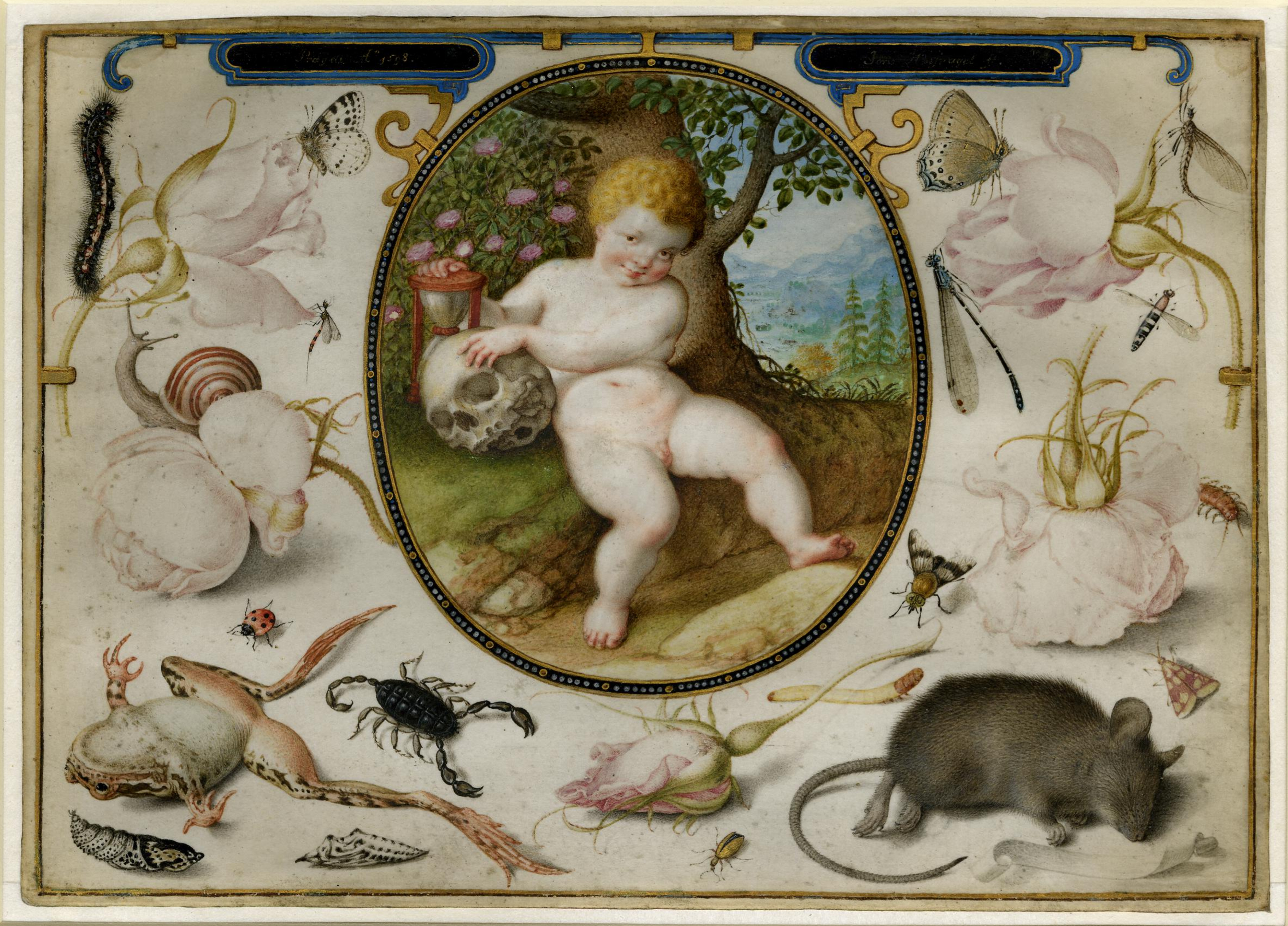
"Allegory on Life and Death"、息子のヤコブと共作

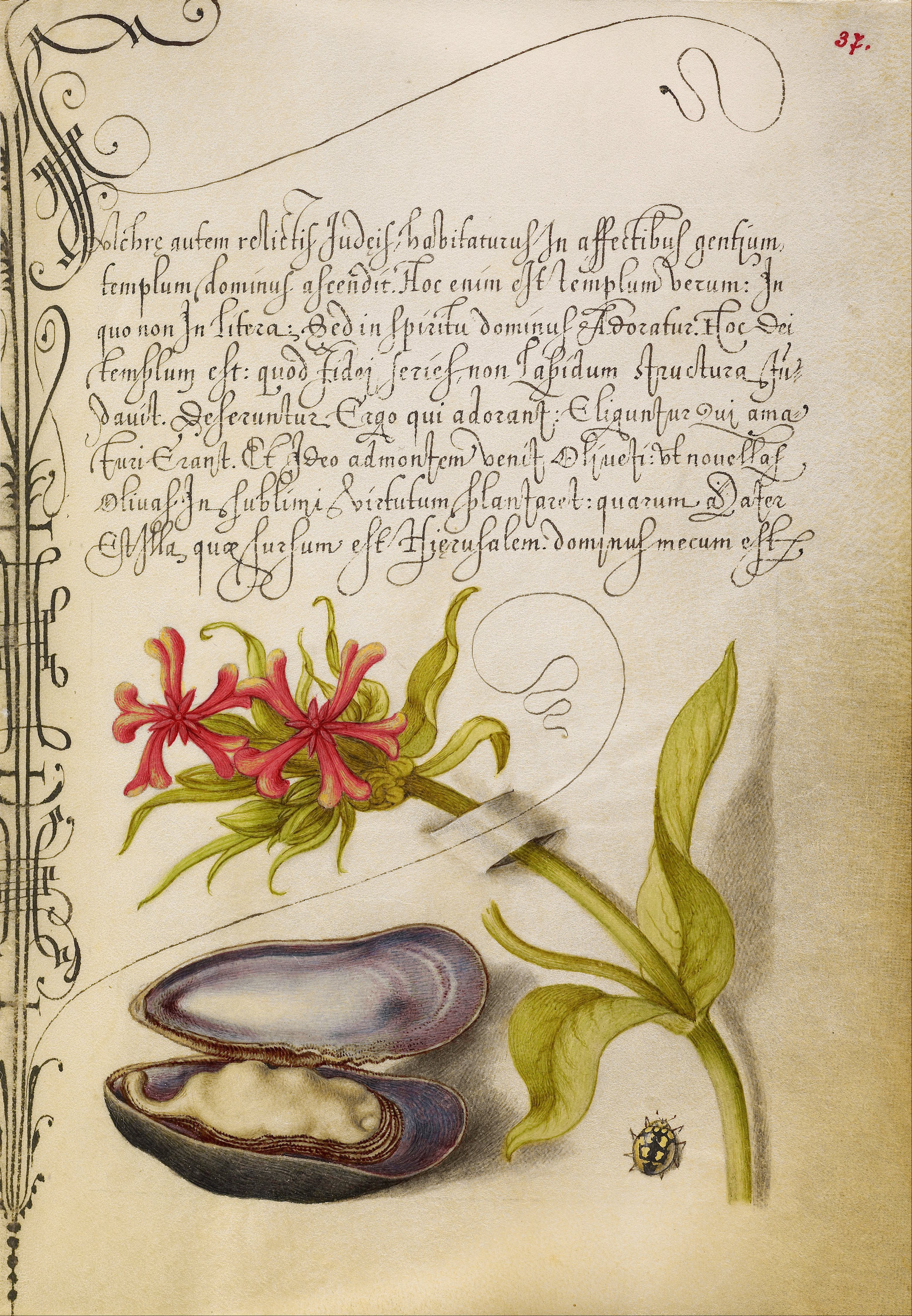
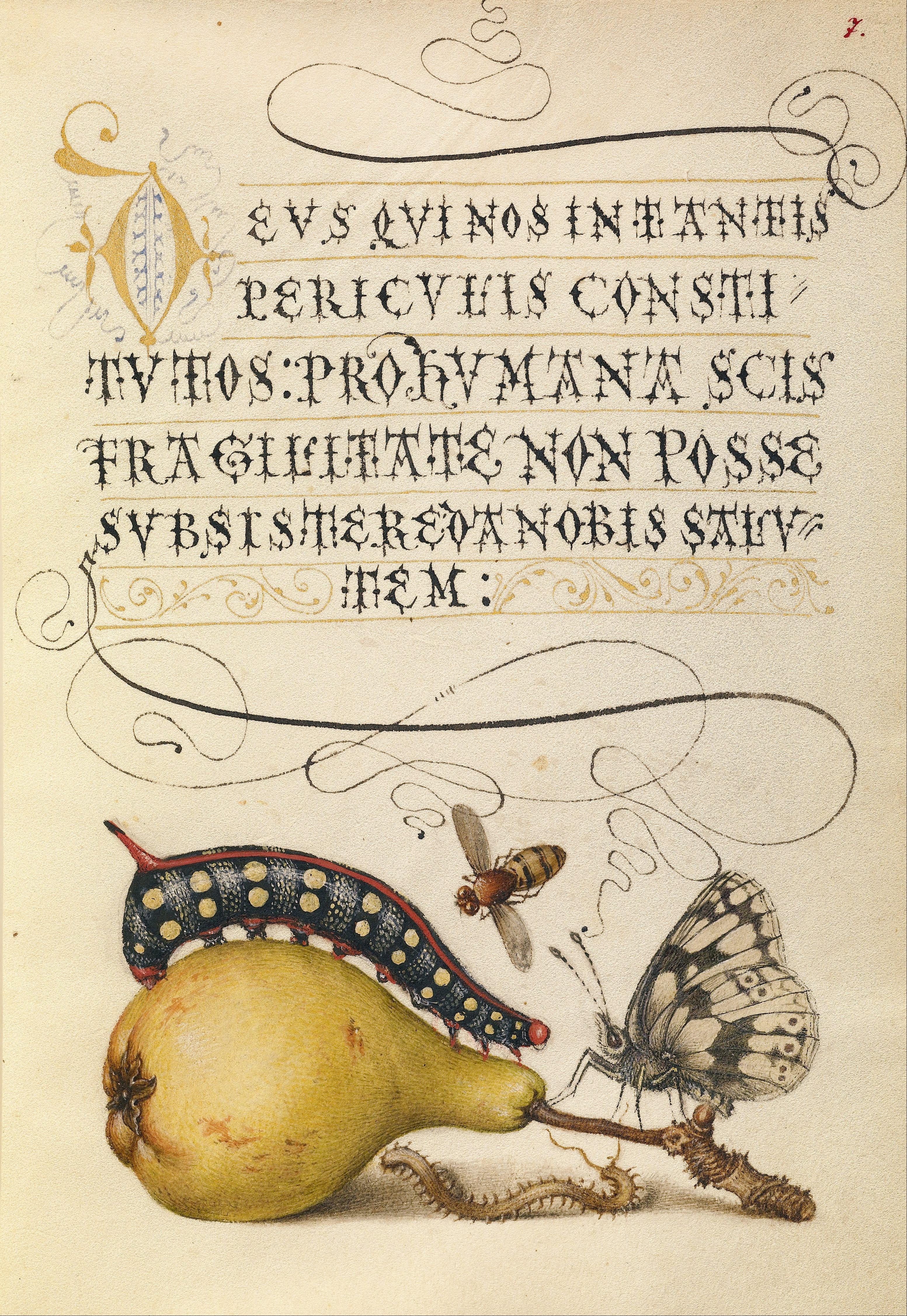
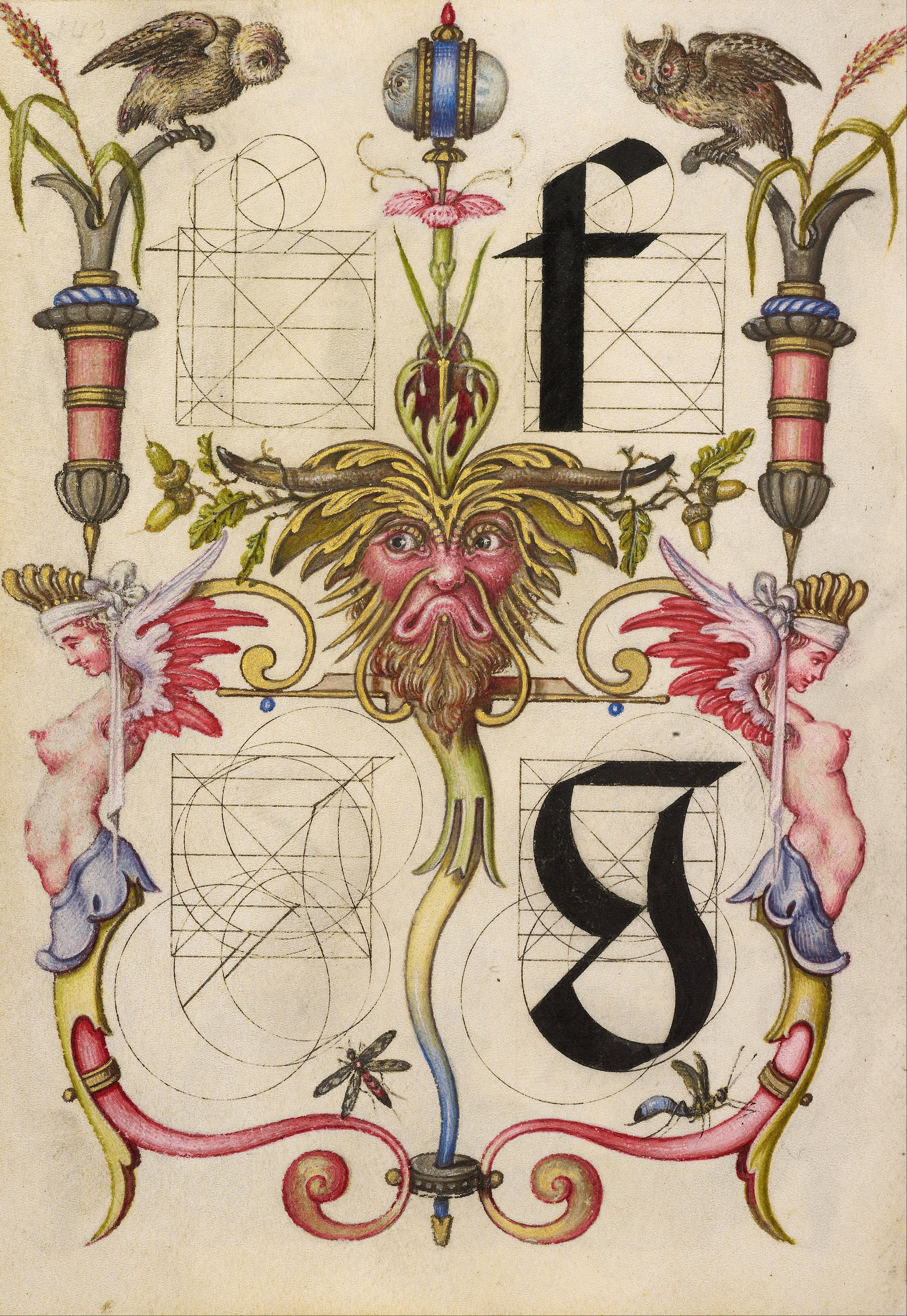
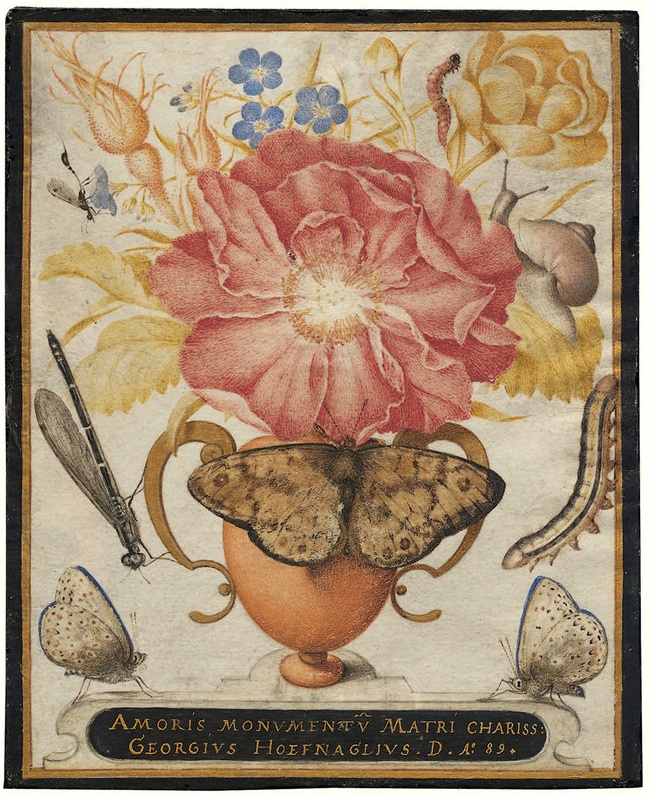
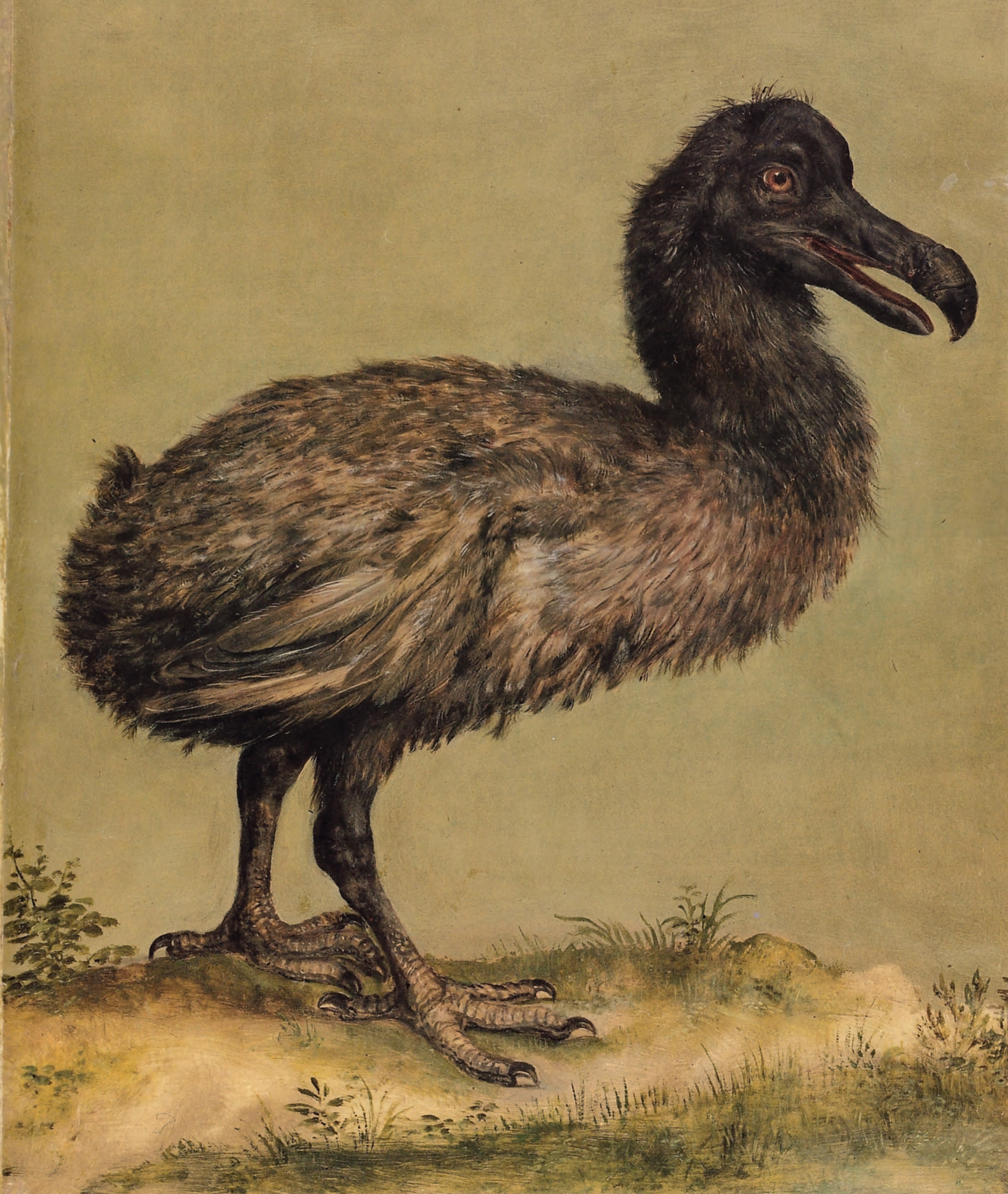